# Francesc Bacó
Francesc Bacó, o Franciscus de Bachone o també Francis de Bachone (Girona, ? - Camprodon, 8 d'agost de 1372), fou un religiós carmelita català, professor de teologia a París.

## Biografia
Segons Félix Torres Amat, entrà de frare en el convent dels carmelites de Peralada. Estudià a París i hi ensenyà teologia i sagrades escriptures durant 19 anys.
El 1366 fou nomenat procurador general i poc després provincial de Catalunya de l'Orde del Carme.
Torres Amat, indica que fou un gran literat, excel·lent poeta i tan savi que era conegut a Paris com a doctor sublimis.

## Obres
- Commentaria in quatuor libros sententiarum
- Repertorium praedicantium: magnum et insigne opus[3]
- Sermones plures ad populum
- De bello militantis Ecclesiae et Antichristi ipsam impugnantis, lib. I[4]